# László Hammerl
László Hammerl (Budapest, 15 febbraio 1942 – Budapest, 3 maggio 2024) è stato un tiratore a segno ungherese.

## Palmarès

### Olimpiadi
- 3 medaglie:
  - 1 oro (Tokyo 1964 nella carabina 50 metri a terra)
  - 1 argento (Città del Messico 1968 nella carabina 50 metri a terra)
  - 1 bronzo (Tokyo 1964 nella carabina 50 metri tre posizioni)